# Ephrata (Pensylvánie)
Ephrata je město v Lancaster County v Pensylvánii v USA, 61 km jihovýchodně od Harrisburgu a 92 km západně od Filadelfie. Bylo pojmenováno podle Ephrath, biblického města ležícího v dnešním státě Izrael. Partnerským městem je město Eberbach v Německu, odkud zakladatelé Ephraty pocházeli.